# Jeunes Européens fédéralistes
Pour les articles homonymes, voir JEF.
 (avril 2013).
Si vous disposez d'ouvrages ou d'articles de référence ou si vous connaissez des sites web de qualité traitant du thème abordé ici, merci de compléter l'article en donnant les références utiles à sa vérifiabilité et en les liant à la section « Notes et références ».
Les Jeunes Européens fédéralistes (JEF) est une organisation de jeunes active dans la plupart des pays européens d'Europe. Elle vise à promouvoir l'intégration et la coopération européennes par le renforcement et la démocratisation de l'Union européenne. 
La JEF est la branche « jeunes » de l'Union des fédéralistes européens et membre du Mouvement européen international.
Plusieurs anciens responsables de l'association siègent ou ont siégé au Parlement européen comme l'Italienne Monica Frassoni, l'Allemand Jo Leinen ou le Britannique Richard Corbett.

## Historique
La JEF a été précédée par l'Association des jeunes européens fédéralistes (AJEF), fondée en 1948 à Paris qui n'a pas survécu aux divisions des mouvements fédéralistes européens en 1956. 
Entre 1956 et 1970 le mouvement perdure par ses sections régionales, mais sans structure européenne ou internationale.
On trouve aussi trace en 1963 d'une association des jeunes européens fédéralistes.
L'association JEF a été créée le 25 mars 1972

## Organisation
Les Jeunes Européens fédéralistes (JEF Europe) comptent environ 30 000 membres et se structurent en 35 sections nationales rassemblant à leur tour 250 groupes locaux et régionaux. Le niveau européen des Jeunes Européens fédéralistes (JEF Europe) est responsable pour la définition et l'organisation des activités pan-européennes ainsi que pour la coordination entre sections nationales et groupes régionaux locaux.
Les Jeunes Européens fédéralistes sont juridiquement une association internationale sans but lucratif (AISBL) de droit belge ayant son siège à Bruxelles. 

### Le Congrès européen
L'organe souverain des Jeunes Européens fédéralistes est le Congrès européen qui se réunit tous les deux ans (le dernier a eu lieu à Madrid en novembre 2023 après Liège en novembre 2021, Paris en octobre 2019, après Malte en novembre 2017 et Zürich en octobre 2015). Les délégués rassemblés par le Congrès sont élus par les sections nationales en proportion à leur nombre d'adhérents.
Le Congrès européen élit le président, deux vice-présidents, le trésorier, quatre membres du Bureau exécutif ainsi que seize membres du Comité fédéral.

### Le Comité fédéral
Le Comité fédéral (Federal Committee, FC) est responsable de l'application des orientations définies par le Congrès. Il se réunit deux fois par an et est composé par les seize membres directement élus par le Congrès, un membre représentant chacune des sections nationales, les membres du Bureau exécutif (sauf le Secrétaire général, qui participe mais n'a pas le droit de vote) ainsi qu'un Présidium composé de 3 membres.

### Le Bureau exécutif
Le Bureau exécutif (Executive Board, EB) est chargé de mettre en œuvre les décisions du Congrès et du Comité fédéral et de gérer l'administration interne de l'association et l'organisation des activités.
Il se compose du président, des deux vice-présidents, du trésorier, du secrétaire général et de quatre membres élus par le Congrès européen.

### Présidents
- 2017-2019 : Christopher Glück
- 2019-2021 : Léonie Martin
- 2021-2023 : Antonio Argenziano
- Depuis 2023 : Christelle Savall

### Secrétaires généraux
- ?-2018 : Valentin Dupouey
- 2018-2022 : Milosh Rivtoski
- Depuis 2022 : Judit Lantai

### Le Conseil d'arbitrage
Le Conseil d'arbitrage, composé par trois membres nommés par le Congrès, est responsable pour la résolution de litiges statutaires entre les membres.

### Le Comité des auditeurs
Le Collège des commissaires, nommé par le Congrès est responsable de l'audit interne de l'association.

## Sections nationales
Le mouvement comprend des sections nationales dans plus de trente pays européens, dont :
- la section française est l'association Les Jeunes Européens - France qui édite le magazine le Taurillon.
- la section belge sont les Jeunes Européens fédéralistes (JEF-Belgique).
- la section suisse celle des Young European Swiss.